# Incident u zaljevu Sidre 1981.
Incident u zaljevu Sidre 1981. bio je prvi od nekoliko sukoba između SAD-a i Libije pod vodstvom Moammera al Gadhaffija.

## Pozadina
1970-ih godina Libija je proglasila proširenje svojih teritorijalnih voda za 12 nautičkih milja, na što su Amerikanci odgovorili slanjem svoje mornarice u to područje kako bi zaustavili provođenje te odluke.
Nakon dolaska Ronalda Reagana na vlast u SAD-u operacije u tom području se zaoštravaju te u Sredozemno more dolaze i nosači zrakoplova USS Forrestal i USS Nimitz na što su Libijci odgovorili povećanjem broja zrakoplova u tom području.

## Prvi sukobi
18. kolovoza 1981. tri Miga-25 približila su se nosačima zrakoplova, ali su ih omeli američki zrakoplovi. Kasnije toga dana 35 parova zrakoplova različitih tipova ponovno je krenulo na nosače aviona, ali i ovaj put su ih presreli američki zrakoplovi.

## Glavni sukob
Ujutro 19. kolovoza, dva američka F-14 zrakoplova su krenula na zračnu ophodnju kada su dobili dojavu o dva libijska Suhoj Su-17 zrakoplova koje je trebalo presresti.
Prilikom presretanja, jedan od libijskih zrakoplova ispalio je raketu tipa K-13 na američki zrakoplov, no promašio je. Nakon toga libijski zrakoplovi su pokušali pobjeći, ali su ih Amerikanci pogodili.
Sudbina libijskih pilota nije poznata, dok je službena američka verzija bila da su oba pilota bila katapultirana iz zrakoplova, na snimci razgovora među američkim pilotima se čuje kako se jednom od pilota padobran nije otvorio.
Kasnije tog istog dana još su dva puta Migovi-25 pokušali napasti američke nosače zrakoplova, ali su oba puta bili presretnuti bez incidenata.

## Poveznice
- Američki zračni udar na Libiju 1986.

## Vanjske poveznice
- (engl.) F-14 Tomcat in Combat - Opis incidenta
- (engl.) USS Biddle Ship's History 1967–1993 (Audio recording from the dogfight and a short text transcript), United States Navy, 18. kolovoza 1981.